# Oketo (Kansas)
Oketo è una città degli Stati Uniti d'America, situata nello Stato del Kansas e in particolare nella Contea di Marshall.

## Storia
Oketo venne fondata nel 1870. Fu chiamata così in onore del capotribù degli Oto.